# Kanton Le Pilat
 Le Pilat is een kanton van het Franse departement Loire. Het kanton maakt deel uit van het arrondissement Saint-Étienne.
Het kanton Le Pilat werd gevormd ingevolge een decreet van 26 februari 2014 met uitwerking in maart 2015 met Pélussin als hoofdplaats.

## Gemeenten
Het kanton omvat volgende gemeenten:
- Le Bessat
- Bessey
- Bourg-Argental
- Burdignes
- La Chapelle-Villars
- Chavanay
- Chuyer
- Colombier
- Doizieux
- Graix
- Jonzieux
- Lupé
- Maclas
- Malleval
- Marlhes
- Pavezin
- Pélussin
- Planfoy
- Roisey
- Saint-Appolinard
- Saint-Genest-Malifaux
- Saint-Julien-Molin-Molette
- Saint-Michel-sur-Rhône
- Saint-Pierre-de-Bœuf
- Saint-Régis-du-Coin
- Saint-Romain-les-Atheux
- Saint-Sauveur-en-Rue
- Sainte-Croix-en-Jarez
- Tarentaise
- La Terrasse-sur-Dorlay
- Thélis-la-Combe
- La Valla-en-Gier
- Véranne
- Vérin
- La Versanne